# Мейсон, Фанни

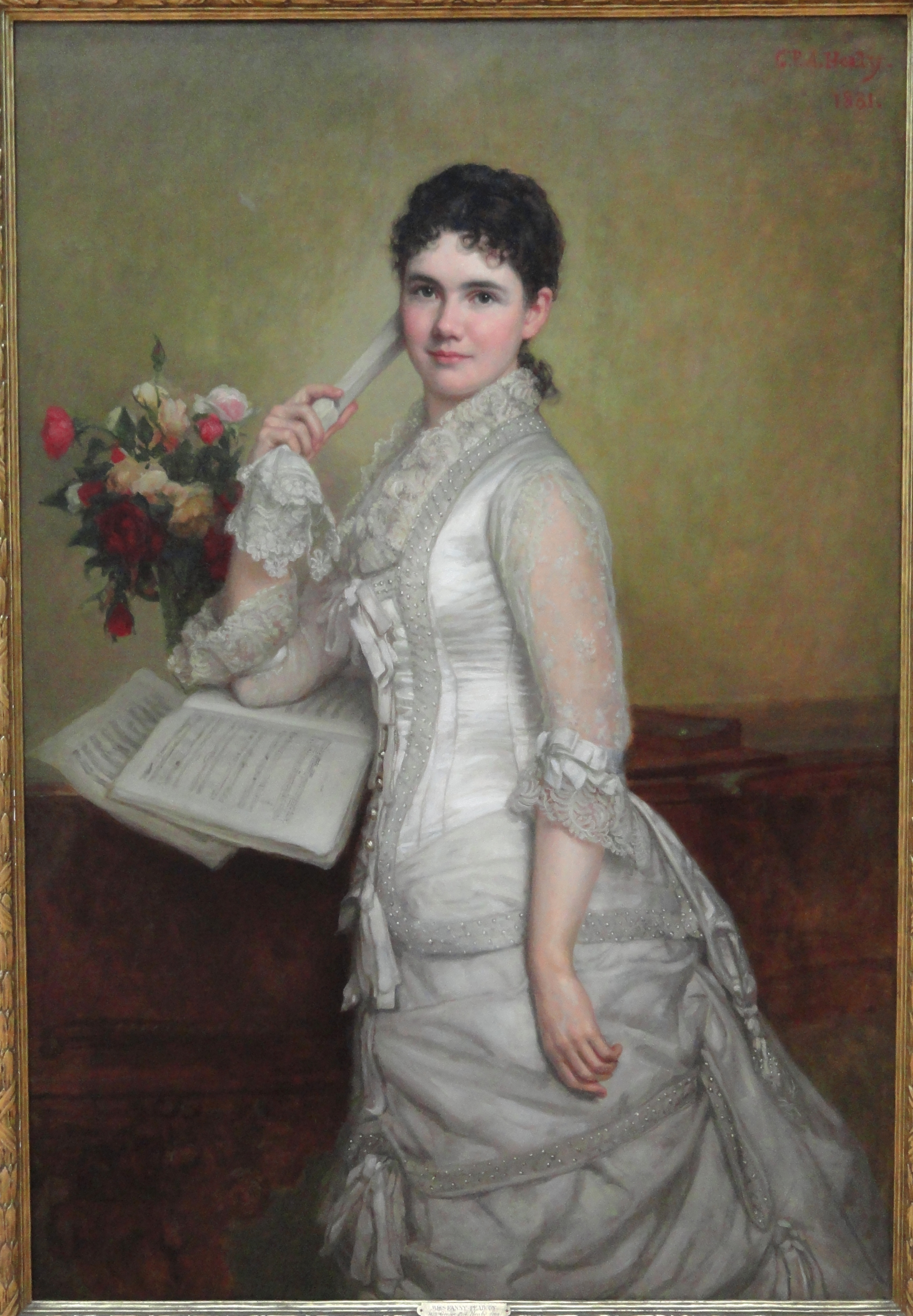
Портрет Фанни Мейсон работы Джорджа Хили

Фанни Мейсон (англ. Fanny Peabody Mason; ? — 1948) — американская общественная деятельница и благотворительница — музыкальный покровитель как в США, так и за рубежом.

## Биография
Дата рождения неизвестна. Родилась в семье Вильяма Мейсона (англ. William Powell Mason, Jr.) и его жены — Фанни Мейсон (англ. Fanny (Peabody) Mason), проживавших в Бостоне доме по адресу Commonwealth, 211, построенного компанией Rotch and Tilden (создана архитекторами Arthur Rotch и George Thomas Tilden в 1880 году), и названа по имени матери.
Мать умерла в мае 1895 года, и отец с единственным ребёнком — дочерью Фанни — продолжал жить в этом доме, в котором в это же время был пристроен музыкальный зал. Первым выступлением в зале считается концерт в 1891 году итальянского композитора и пианиста Ферруччо Бузони. В последующие годы у неё дома в Бостоне, а также в поместье Уолпол, штат Нью-Гэмпшир и в Париже — мисс Мейсон проводила концерты Игнация Падеревского, Артура Рубинштейна, Нади Буланже, трио Альфреда Корто-Жака Тибо-Пау Казальса и других очень известных артистов. В 1945 году, в Кембридже, штат Массачусетс, она организовала фестиваль музыки в честь празднования 100-летия французского композитора Габриэля Форе.
Во многих концертах, организованных мисс Мейсон, ей помогал пианист и педагог Paul Doguereau. Он концертировал по Европе и Северной Америке, посвящая при этом значительную часть своего времени для организации концертов Пибоди Мейсон. После смерти Мейсон он продолжил её традицию музыкальных концертов для широкой публики.
Умерла Фанни Мейсон 29 августа 1948 года, похоронена на кладбище Mount Auburn Cemetery в Кембридже, штат Массачусетс. С 1981 года в США проводится музыкальный конкурс пианистов Peabody Mason International Piano Competition.
Интересно, что в настоящее время портрет Фанни Мейсон художника Джорджа Хили используется для пазла, состоящего из 408 элементов.